# Sarcophyton contortum
Sarcophyton contortum är en korallart som beskrevs av Pratt 1905. Sarcophyton contortum ingår i släktet Sarcophyton och familjen läderkoraller. Inga underarter finns listade i Catalogue of Life.